# 蘇佐璽
蘇佐璽（1972年7月3日—），中華民國政治人物，民主進步黨籍，桃園市人，泰雅族，現任復興區區長，曾任中華民國原住民族委員會副主任委員。

## 生平
蘇佐璽為教師出身，曾任桃園多所國中之主任、校長。2022年受時任桃園市市長鄭文燦賞識，獲民主進步黨徵召參選復興區區長，並未當選。隨後於隔年6月出任中華民國原住民族委員會副主任委員。
2023年8月，時任復興區區長游正英因病過世，蘇佐璽辭去副主委職務以無黨籍身分參選，順利當選。

## 選舉紀錄
| 年度 | 選舉屆數             | 選舉區       | 所屬政黨   | 得票數 | 得票率 | 當選標記 | 備註 |
| ---- | -------------------- | ------------ | ---------- | ------ | ------ | -------- | ---- |
| 2022 | 第三屆復興區區長選舉 | 桃園市復興區 | 民主進步黨 | 1,829  | 26.08% |          |      |
| 2023 | 第三屆復興區區長補選 | 桃園市復興區 | 無黨籍     | 2,372  | 46.43% |          |      |